# Progetto Mar Rosso

Località balneare di Shebara

Il Progetto Mar Rosso è un megaprogetto attualmente in fase di sviluppo in Arabia Saudita gestito dalla The Red Sea Development Company (TRSDC) e fa parte del programma Saudi Vision 2030. Il progetto è stato annunciato dal principe ereditario saudita Mohammad bin Salman Al Sa'ud nel luglio 2017, incentrato sul lusso e sull'ecoturismo per attirare visitatori sulla costa saudita del Mar Rosso.
Si prevede che il progetto aumenterà il PIL saudita di $ 5,86 miliardi all'anno al termine, quando coprirà 28,000 km2 di isole, spiagge, deserto, montagne e aree vulcaniche. La prima fase dovrebbe essere completata nel 2022, quando saranno costruite 3.000 camere d'albergo con l'aeroporto internazionale del Mar Rosso, il porto turistico e i centri ricreativi. Si prevede che attirerà un milione di persone ogni anno.

## Posizione
Il progetto sarà localizzato sulle sponde del Mar Rosso della provincia di Tabuk, in particolare tra le città di Umluj e Al-Wajh. Faranno parte del progetto anche novanta isole al largo incontaminate tra le due città.

## Fase uno
Nel 2019, la prima fase del progetto dovrebbe essere completata entro il 2022 e includerà le seguenti strutture:
1. 14 hotel di lusso e iperlusso
2. Porti turistici, servizi per il tempo libero e lo stile di vita
3. L'Aeroporto Internazionale del Mar Rosso[10]

## Considerazioni ecologiche
Il progetto è pianificato tenendo conto dell'ecosistema naturale della zona. Pertanto, sono state sviluppate una serie di politiche al riguardo come segue:
1. Nessun rifiuto in discarica;
2. Nessuno scarico in mare;
3. Nessun uso di plastica monouso;
4. Raggiungere una neutralità di carbonio del 100%.[10]

Tuttavia, il progetto solleva nuove sfide sul consumo di acqua, poiché l'Arabia Saudita consuma ogni anno quattro volte l'acqua che viene rinnovata naturalmente, mentre i resort utilizzeranno più di 56.000 metri cubi di acqua al giorno. L'energia elettrica sarà fornita da 210 MW di energia solare ed eolica, con fluttuazioni bilanciate da una batteria da 1000 MWh.